# Пипу
Пипу (Пипу-Иоль) — река в России, протекает на северо-западе Удорского района Республики Коми. Правый приток реки Зырянская Ежуга.
Длина реки составляет 10 км.
Течёт по лесной болотистой местности. Генеральным направлением течения является северо-запад.

## Данные водного реестра
По данным государственного водного реестра России относится к Двинско-Печорскому бассейновому округу, водохозяйственный участок реки — Мезень от истока до водомерного поста у деревни Малонисогорская. Речной бассейн реки — Мезень.
Код объекта в государственном водном реестре — 03030000112103000047962.